# US Open 2007 (tennis)
De 127e editie van het Amerikaanse grandslamtoernooi, het US Open 2007, werd gehouden van 27 augustus tot en met 9 september 2007. Voor de vrouwen was het de 121e editie. Het toernooi werd gespeeld op het terrein van het USTA Billie Jean King National Tennis Center, gelegen in Flushing Meadows in het stadsdeel Queens in New York.
De winnaars van het enkelspel, zowel bij de mannen als bij de vrouwen, ontvingen het recordbedrag van 1,4 miljoen US$. Hiermee was het prijzengeld iets lager dan dat van Wimbledon, maar hoger dan dat van de twee andere grandslamtoernooien.
De Zwitser Roger Federer schreef dit jaar geschiedenis door voor de vierde keer op rij het toernooi te winnen. Sinds de start van het open tijdperk is dit nog niemand gelukt.
Het toernooi van 2007 trok 715.587 toeschouwers.

## Titelverdedigers
Titelverdedigers in het enkelspel waren de Zwitser
Roger Federer bij de heren en de Russische Maria Sjarapova bij de dames.
In het dubbelspel waren de titelverdedigers bij de mannen Martin Damm (Tsjechië) en Leander Paes (India), bij de vrouwen Nathalie Dechy (Frankrijk) en Vera Zvonarjova (Rusland) en in het gemengd dubbel de Amerikanen Martina Navrátilová en Bob Bryan.

## Enkelspel

### Mannen
De als eerste geplaatste Zwitser Roger Federer won voor de vierde opeenvolgende keer het toernooi door in de finale de als derde geplaatste Serviër Novak Đoković met 7-64, 7-62, 6-4 te verslaan.

### Vrouwen
De als eerste geplaatste Belgische Justine Henin won voor de tweede keer het toernooi door in de finale de als vierde geplaatste Russische Svetlana Koeznetsova met 6-1, 6-3 te verslaan.

## Dubbelspel

### Mannen
De als tiende geplaatste Simon Aspelin (Zweden) en Julian Knowle (Oostenrijk) wonnen het toernooi door in de finale de als negende geplaatste Tsjechen Lukáš Dlouhý en Pavel Vízner met 7-5, 6-4 te verslaan.

### Vrouwen
De als zevende geplaatste Nathalie Dechy (Frankrijk) en Dinara Safina (Rusland) wonnen het toernooi door in de finale de als vijfde geplaatste Taiwanezen Chan Yung-jan en Chuang Chia-jung met 6-4, 6-2 te verslaan.

### Gemengd
De ongeplaatste Wit-Russen Viktoryja Azarenka en Maks Mirni wonnen het toernooi door in de finale de als eerste geplaatste Meghann Shaughnessy (Verenigde Staten) en Leander Paes (India) met 6-4, 7-66 te verslaan.

## Belgische deelnemers

### Enkelspel

#### Mannen
Bij de mannen waren Xavier Malisse, Olivier Rochus en Kristof Vliegen direct geplaatst voor het hoofdtoernooi. Steve Darcis drong door via het kwalificatietoernooi. Alleen Malisse haalde de tweede ronde waarin hij werd uitgeschakeld.
- Xavier Malisse
  - 1e ronde: versloeg Kristian Pless (Denemarken) met 6-4, 65-7, 6-3, 7-5
  - 2e ronde: verslagen door David Nalbandian (Argentinië) (nr. 24) met 4-6, 4-6, 2-6
- Steve Darcis
  - 1e ronde: verslagen door Tommy Haas (Duitsland) (nr. 10) met 7-65, 5-7, 3-6, 4-6
- Olivier Rochus
  - 1e ronde: verslagen door Robby Ginepri (Verenigde Staten) met 0-6, 3-6, 1-6
- Kristof Vliegen
  - 1e ronde: verslagen door Ivan Ljubičić (Kroatië) (nr. 12) met 1-6, 61-7, 1-6

#### Vrouwen
Bij de vrouwen was Justine Henin als eerste geplaatst. Zij was als enige Belgische actief in het hoofdtoernooi en wist het toernooi te winnen.
- Justine Henin (nr. 1)
  - 1e ronde: versloeg Julia Görges (Duitsland) (kwalificatiespeler) met 6-0, 6-3
  - 2e ronde: versloeg Tsvetana Pironkova (Bulgarije) met 6-4, 6-0
  - 3e ronde: versloeg Jekaterina Makarova (Rusland) (kwalificatiespeler) met 6-0, 6-2
  - 4e ronde: versloeg Dinara Safina (Rusland) (nr. 15) met 6-0, 6-2
  - kwartfinale: versloeg Serena Williams (nr. 8) met 7-63, 6-1
  - halve finale: versloeg Venus Williams (nr. 12) met 7-62, 6-4
  - finale: versloeg Svetlana Koeznetsova (nr. 4) met 6-1, 6-3

### Dubbelspel

#### Mannendubbelspel
Olivier Rochus en Kristof Vliegen deden mee aan het dubbelspel. Rochus ging er in de eerste ronde uit, Vliegen een ronde later.
- Olivier Rochus met zijn Franse partner Marc Gicquel
  - 1e ronde: verslagen door Paul Hanley (Australië) en Kevin Ullyett (Zimbabwe) (nr. 5) met 4-6, 2-6
- Kristof Vliegen met zijn Zwitserse partner Yves Allegro
  - 1e ronde: versloegen Scoville Jenkins en Phillip Simmonds (Verenigde Staten) met 6-3, 6-3
  - 2e ronde: verslagen door Mark Knowles (Bahama's) en Daniel Nestor (Canada) (nr. 2) met 7-64, 4-6, 1-6

#### Vrouwendubbelspel
Er deden geen Belgen mee aan het dubbelspel bij de vrouwen.

#### Gemengd dubbelspel
Er deden geen Belgen mee aan het gemengd dubbelspel.

## Nederlandse deelnemers

### Enkelspel

#### Mannen
Er waren geen Nederlandse mannen direct geplaatst voor het hoofdtoernooi. Via het kwalificatietoernooi ging geen van de drie deelnemers direct door. Robin Haase mocht echter toch nog door naar het hoofdtoernooi als lucky loser; hij werd in de eerste ronde uitgeschakeld.
- Robin Haase (lucky loser)
  - 1e ronde: verslagen door Novak Đoković (nr. 3) (Servië) met 2-6, 1-6, 3-6

#### Vrouwen
Van de Nederlandse dames was alleen Michaëlla Krajicek direct geplaatst voor het hoofdtoernooi. Voor aanvang van het toernooi stond ze 34e op de wereldranglijst, maar door het wegvallen van de Française Amélie Mauresmo en de Chinese Li Na schoof ze op naar de 32e plaats op de plaatsingslijst. Via het kwalificatietoernooi drongen geen landgenotes door. Krajicek haalde de tweede ronde.
- Michaëlla Krajicek (nr. 32)
  - 1e ronde: versloeg Alberta Brianti (Italië) met 6-2, 6-0
  - 2e ronde: verslagen door Ágnes Szávay (Hongarije) met 64-7, 3-6

### Dubbelspel

#### Mannendubbelspel
Namens Nederland deden Robin Haase en Rogier Wassen mee.
- Robin Haase met zijn Oostenrijkse partner Jürgen Melzer
  - 1e ronde: verslagen door Amer Delić en Justin Gimelstob (Verenigde Staten) met 3-6, 65-7
- Rogier Wassen met zijn Zuid-Afrikaanse partner Jeff Coetzee (nr. 13)
  - 1e ronde: versloegen José Acasuso en Juan Mónaco (Argentinië) met 6-4, 6-4
  - 2e ronde: versloegen Marcel Granollers en Feliciano López (Spanje) met 7-5, 6-3
  - 3e ronde: verslagen door Bob en Mike Bryan (Verenigde Staten) (nr. 1) met 6-1, 6-4

#### Vrouwendubbelspel
Alleen Michaëlla Krajicek deed mee aan het dubbelspel; ze werd in de tweede ronde uitgeschakeld.
- Michaëlla Krajicek met haar Poolse partner Agnieszka Radwańska
  - 1e ronde: versloegen Lucie Hradecká en Renata Voráčová (Tsjechië) met 7-63, 7-5
  - 2e ronde: verslagen door Katarina Srebotnik (Slovenië) en Ai Sugiyama (Japan) (nr. 3) 7-5, 0-6, 2-6

#### Gemengd dubbelspel
Alleen Rogier Wassen deed mee aan het gemengd dubbelspel.
- Rogier Wassen met zijn Taiwanese partner Chan Yung-jan
  - 1e ronde: versloegen Rennae Stubbs en Todd Perry (Australië) met 5-2 (opgave)
  - 2e ronde: verslagen door Agnieszka Radwańska en Mariusz Fyrstenberg (Polen) 4-6, 62-7

## Overige winnaars

### Junioren

#### Jongens, enkelspel
Ričardas Berankis versloeg in de finale  Jerzy Janowicz met 6-3, 6-4

#### Meisjes, enkelspel
Kristína Kučová versloeg in de finale  Urszula Radwańska met 6-3, 1-6, 7-64

#### Jongens, dubbelspel
Jonathan Eysseric en  Jerome Inzerillo versloegen in de finale  Grigor Dimitrov en  Vasek Pospisil met 6-2, 6-4

#### Meisjes, dubbelspel
Ksenia Milevskaya en  Urszula Radwańska versloegen in de finale  Oksana Kalasjnikova en  Ksenia Lykina met 6-1, 6-2

### Rolstoel

#### Mannen enkelspel
Shingo Kunieda versloeg in de finale  Robin Ammerlaan met 6-2, 6-2

#### Vrouwen enkelspel
Esther Vergeer versloeg in de finale  Florence Gravellier met 6-3, 6-1

#### Mannen dubbelspel
Shingo Kunieda en  Satoshi Saida versloegen in de finale  Robin Ammerlaan en  Michaël Jérémiasz met 6-3, 6-2

#### Vrouwen dubbelspel
Jiske Griffioen en  Esther Vergeer versloegen in de finale  Korie Homan en  Sharon Walraven met 6-1, 6-1

#### Enkelspel quad
Winnaar:  Peter Norfolk

#### Dubbelspel quad
Nick Taylor en  David Wagner versloegen in de finale  Sarah Hunter en  Peter Norfolk met 6-1, 4-6, 6-0

## Kwalificatietoernooi (enkelspel)
Aan het hoofdtoernooi (enkelspel) doen bij de mannen en vrouwen elk 128 tennissers mee. De 104 beste spelers van de wereldranglijst die zich inschrijven zijn automatisch geplaatst. Acht spelers krijgen van de organisatie een wildcard. Voor de overige tennissers resteren er dan nog 16 plaatsen in het hoofdtoernooi en deze plaatsen worden via het kwalificatietoernooi ingevuld. Aan dit kwalificatietoernooi doen nog eens 128 mannen en vrouwen mee.
Via het kwalificatietoernooi probeerden de volgende Belgen en Nederlanders kwalificatie aan het hoofdtoernooi af te dwingen:

### Belgen op het kwalificatietoernooi
De volgende drie Belgische heren deden mee aan het kwalificatietoernooi. Alleen Steve Darcis haalde het hoofdtoernooi.
- Steve Darcis (nr. 25)
  - 1e ronde: versloeg Noam Okun (Israël) met 6-3, 6-4
  - 2e ronde: versloeg Jan Minář (Tsjechië) met 6-3, 6-1
  - 3e ronde: versloeg Julio Silva (Brazilië) met 6-3, 62-7, 6-2
- Dick Norman (nr. 21)
  - 1e ronde: verslagen door Philipp Petzschner (Duitsland) met 63-7, 3-6
- Stefan Wauters
  - 1e ronde: versloeg Peter Wessels (Nederland) met 6-3, 6-4
  - 2e ronde: verslagen door Bobby Reynolds (nr. 9) met 1-6, 1-6

Van de Belgische vrouwen deed alleen Caroline Maes mee. Ze werd in de eerste ronde uitgeschakeld.
- Caroline Maes
  - 1e ronde: verslagen door María Emilia Salerni (Argentinië) (nr. 13) met 4-6, 1-6.

### Nederlanders op het kwalificatietoernooi
De volgende drie Nederlandse heren deden mee aan het kwalificatietoernooi maar bereikten geen van allen het hoofdtoernooi:
- Robin Haase (nr. 2)
  - 1e ronde: versloeg Nicolas Tourte (Frankrijk) met 3-6, 6-1, 6-4
  - 2e ronde: versloeg Frederic Niemeyer (Canada) met 2-6, 7-63, 6-3
  - 3e ronde: verslagen door Bruno Echagaray (Mexico) met 7-65, 5-7, 3-6
  - Uiteindelijk toch nog geplaatst voor het hoofdtoernooi als lucky loser.
- Raemon Sluiter (nr. 8)
  - 1e ronde: verslagen door Michal Mertiňák (Slowakije) met 3-6, 4-6
- Peter Wessels
  - 1e ronde: verslagen door Stefan Wauters (België) met 3-6, 4-6

De volgende twee Nederlandse vrouwen deden mee:
- Elise Tamaëla
  - 1e ronde: verslagen door Stéphanie Dubois (Canada) (nr. 16) met 0-6, 1-3 (opgave)
- Brenda Schultz-McCarthy
  - 1e ronde: verslagen door Emma Laine (Finland) met 7-5(0), 5-7, 4-6